# The Windmill Massacre
The Windmill Massacre is een Nederlandse horrorfilm uit 2016. Het is de debuutfilm van regisseur Nick Jongerius. 

## Plot
De Australische Jennifer woont en werkt in Amsterdam. Als blijkt dat ze gelogen heeft over haar identiteit slaat ze op de vlucht, waarbij ze een toeristenbus instapt. Als de bus motorpech krijgt en de bus aangevallen wordt, moeten de passagiers schuilen in een leegstaande schuur nabij een windmolen. Volgens een legende zou de voormalige molenaar mensenbotten malen in plaats van graan.

## Rolverdeling
- Charlotte Beaumont: Jennifer
- Bart Klever: buschauffeur Abe
- Noah Taylor: Nicholas
- Patrick Baladi: Douglas
- Fiona Hampton: Ruby
- Ben Batt: Jackson
- Adam Thomas Wright: Curt
- Tanroh Ishida: Takashi
- Kenan Raven: molenaar
- Edo Brunner: Serge
- Stijn Westenend: toeristengids
- Mattijn Hartemink: meneer de Vries
- Liz Vergeer: Anna de Vries